# Il cavaliere di bronzo (statua)

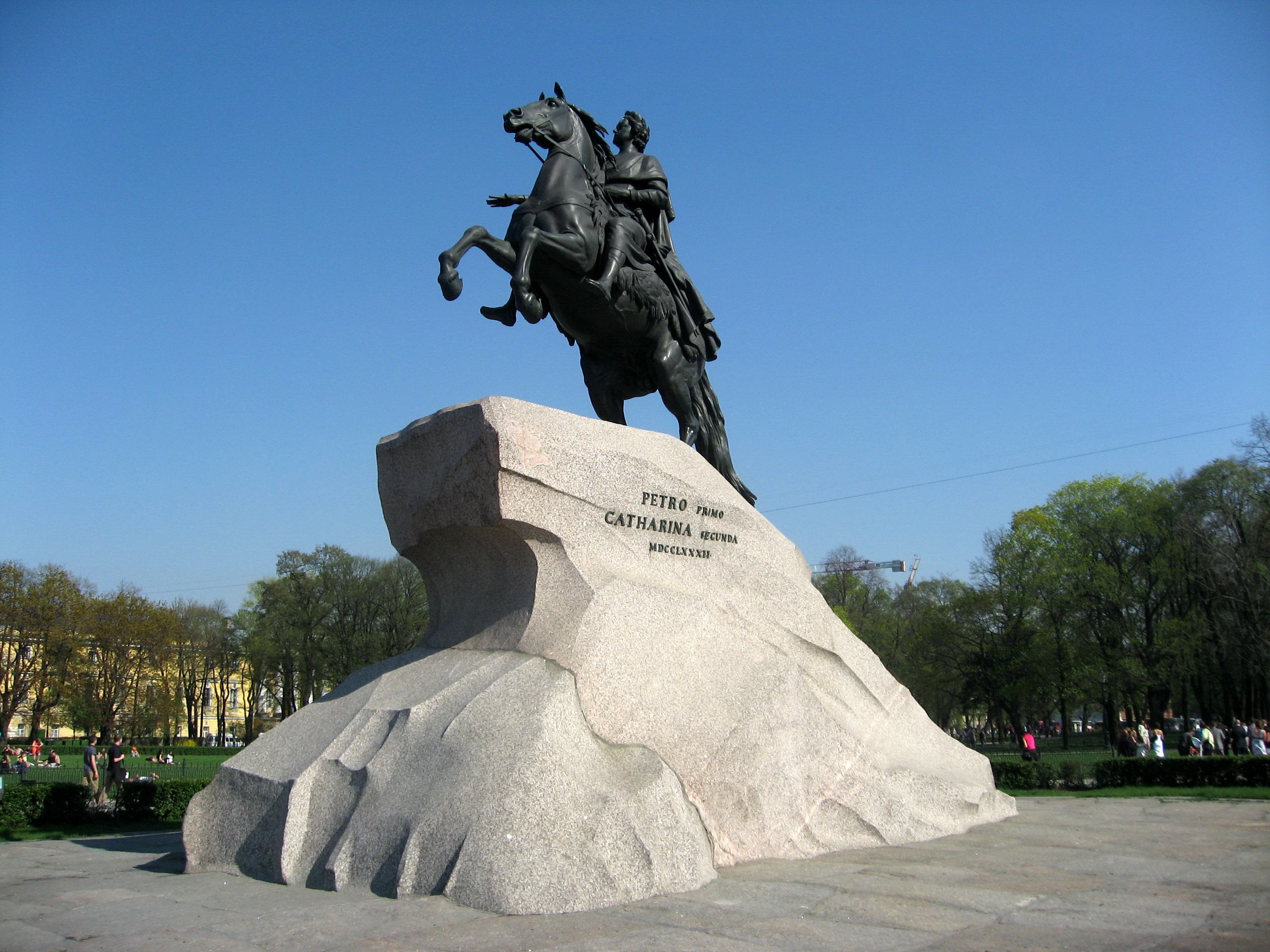
Il monumento detto Il cavaliere di bronzo
a San Pietroburgo.

Il cavaliere di bronzo (in russo Медный всадник?, Mednyj vsadnik), è un colossale monumento equestre dedicato a Pietro I il Grande (1682-1725), situato in piazza del Senato a San Pietroburgo.
La statua è alta circa 6 metri e rappresenta Pietro sul dorso di un cavallo nell'atto di impennarsi. Realizzata da Étienne Maurice Falconet, poggia su un enorme piedistallo monolitico di granito alto 7 metri, detto "Pietra Tuono", con volume stimato in 450 m3 e peso di circa 1.250 tonnellate. Si stima che il blocco di granito da cui è stato ricavato il piedistallo pesasse circa 1.500 tonnellate, facendone la roccia più pesante mai spostata dall'uomo.
Lo stesso nome porta anche un poema scritto da Aleksandr Sergeevič Puškin nel 1833 a proposito della statua stessa, opera considerata tra le più significative della letteratura russa. La statua divenne nota come Cavaliere di Bronzo per la grande influenza del poema, ed è oggi uno dei simboli della città di San Pietroburgo.

## La statua
La statua equestre a Pietro il Grande è collocata nella Piazza del Senato (nota anche come Piazza dei Decabristi) a San Pietroburgo. Caterina II (1762-1796), principessa tedesca entrata a far parte della famiglia Romanov per matrimonio, era ansiosa di mostrare un collegamento fra lei e Pietro il Grande, al fine di ottenere legittimazione agli occhi della popolazione. Ordinò quindi la costruzione e fece porre le iscrizioni Petro Primo Catharina Secunda MDCCLXXXII in latino e Петру первому Екатерина вторая, лето 1782 in russo (entrambe significano 'A Pietro Primo Caterina Seconda, estate 1782'), espressione della sua considerazione per il predecessore e della propria collocazione nella linea dei grandi sovrani russi. Caterina, che aveva ottenuto il potere grazie a una congiura di palazzo, non aveva diritti di successione al trono, con la costruzione di questo monumento intendeva essere considerata da popolo russo erede a pieno titolo di Pietro.
Nella sua corrispondenza con Caterina II, Denis Diderot suggerì per la costruzione un proprio amico, lo scultore francese Étienne Maurice Falconet. Caterina accettò il suggerimento e Falconet arrivò in Russia nel 1766.
Nel 1775 cominciò la fusione della statua, sotto la supervisione di Emel'jan Chajlov. Ad un certo punto del processo, lo stampo si ruppe, lasciando fuoriuscire bronzo fuso, che provocò un incendio. Tutti i lavoratori scapparono, eccetto Chajlov, che rischiò la vita per salvare la fusione. Dopo essere stata nuovamente fusa e modellata, la statua venne quindi terminata. Il processo di creazione della statua richiese complessivamente dodici anni, dal 1770 al 1782, compresi piedistallo, cavallo e cavaliere.
Il volto dello zar è opera della diciottenne Marie-Anne Collot. Aveva accompagnato Falconet come apprendista nel suo viaggio in Russia del 1766. Studentessa di Falconet e di Jean-Baptiste Lemoyne, Diderot la indicava come "Mademoiselle Victoire". Modellò il volto di Pietro il Grande basandosi sulla maschera funeraria dello zar e sui ritratti che trovò a San Pietroburgo. La figura, l'altezza e la postura del generale  Melissino somigliavano tanto a quelle di Pietro I che Falconet gli chiese di posare per la celebre figura del cavaliere.
Il 9 agosto 1782, quattordici anni dopo l'inizio dello scavo per il piedistallo, la statua terminata venne inaugurata in una cerimonia a cui presero parte migliaia di persone. Assenza di rilievo fu quella di Falconet, in quanto un'incomprensione fra lui e l'imperatrice si era trasformata in un aperto diverbio, che lo costrinse a lasciare la Russia quattro anni prima del completamento del progetto. Caterina lo dimenticò rapidamente, e cominciò a considerare il Cavaliere di Bronzo come una propria opera.
La statua raffigura Pietro il Grande seduto in posa eroica sul proprio cavallo, con il braccio teso che punta verso il fiume Neva verso occidente. Lo scultore volle rappresentare il momento preciso in cui il cavallo si impenna, sul bordo di una spettacolare rupe. Si può vedere il cavallo calpestare un serpente, variamente interpretato come simbolo del tradimento, del male o dei nemici di Pietro e delle sue riforme. La statua da sola è alta circa 6 metri, il piedistallo 7 metri, per un totale di circa 13 metri.

## Il trasporto della Pietra Tuono

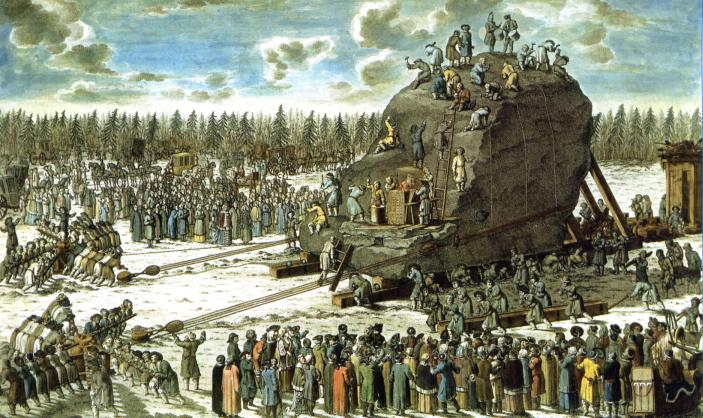
Il trasporto della Pietra Tuono alla presenza di Caterina II, incisione di F. Schley da un disegno di Yury Felten, 1770.

Per il piedistallo venne scelto un enorme masso, denominato Pietra Tuono (in russo Камень-Гром?), situato a Lachta, località a circa 6 km dal Golfo di Finlandia. Il nome deriva da una leggenda locale, secondo la quale il masso venne staccato da un fulmine. Falconet iniziò i lavori nel 1768 e intendeva lavorare il blocco nella sua sede naturale, ma Caterina volle che fosse tagliata mentre veniva spostata. Il masso era sprofondato per vari metri nel terreno paludoso, e ciò richiese lo studio di un metodo appropriato per estrarlo e poi spostarlo fino alla costa del golfo di Finlandia.
Un greco dell'isola di Cefalonia, Marino Carburis, che aveva studiato ingegneria alle università di Bologna e di Vienna, allora tenente-colonnello dell'esercito russo, si dichiarò disposto a tentare lo spostamento dell'enorme masso fino a San Pietroburgo. Alcuni lo considerano il primo greco ad ottenere una laurea in ingegneria.
Dopo aver estratto il masso, sprofondato per 5 metri nel terreno paludoso, per il trasporto si dovette attendere l'inverno, quando il terreno è gelato e quindi compatto. Lo spostamento venne effettuato mediante una slitta metallica che scivolava su sfere di bronzo di 13,5 cm di diametro su due rotaie lunghe ciascuna 100 metri, sfruttando un principio simile a quello dei cuscinetti a sfera. L'impresa è ancora più impressionante se si pensa che il lavoro venne fatto interamente da uomini, senza l'uso di animali da tiro o energia meccanica.
Vennero predisposti due grandi argani, che richiedevano ciascuno 32 uomini per essere girati. Il grande sforzo costringeva a cambiare spesso gli addetti agli argani. Ulteriore complicazione era rappresentata dalla disponibilità di soli cento metri di pista, che doveva essere di continuo rimossa e riposizionata più avanti. Nonostante questo, lavorando nelle ore di luce (in inverno 6-7 ore al giorno) il masso procedeva di 150 metri al giorno. Furono impiegati 400 uomini, che trascinarono il masso per 6 km fino a raggiungere l'estuario della Neva e quindi il mare. Durante lo spostamento, decine di scalpellini e tagliatori lavoravano sopra il masso per dargli la forma voluta dall'architetto. Caterina visitava periodicamente il cantiere per verificare il progresso dei lavori.
Nel frattempo venne costruita un'enorme chiatta per il trasporto via mare. Arrivato sulla costa, il masso venne caricato sulla chiatta, che fu rimorchiata per 16 km da due grandi navi, una per ogni lato, verso San Pietroburgo. Arrivò a destinazione nel 1770, quasi due anni dopo i primi tentativi per muoverla. Una medaglia commemorativa venne coniata per il suo arrivo, con la dicitura Vicino all'audacia.

## Assedio di Leningrado
Una leggenda russa del XIX secolo sosteneva che fino a quando il Cavaliere di Bronzo fosse rimasto a San Pietroburgo, nessuna forza nemica sarebbe stata in grado di conquistare la città. Nel corso dell'assedio di Leningrado nella seconda guerra mondiale, durato 900 giorni, la statua venne coperta con sacchi di sabbia e impalcature di legno per mimetizzarla e proteggerla. L'espediente funzionò, tanto che la statua sopravvisse senza danni ai numerosi bombardamenti aerei e di artiglieria. Come previsto dalla leggenda, San Pietroburgo non venne conquistata.

## Il poema
Il cavaliere di bronzo è anche il titolo di un poema scritto da Aleksandr Puškin nel 1833, considerato una delle opere di maggior importanza della letteratura russa, grazie al quale la statua venne conosciuta con il nome oggi diffuso. Uno dei temi principali del poema è il conflitto fra le esigenze dello stato ed i bisogni dei normali cittadini.
Nel poema, Puškin racconta la sorte del giovane Evgenij e della sua amata Paraša, nel corso di una grande inondazione della Neva. Evgenij maledice la statua, furioso contro Pietro il Grande, per aver fondato una città in un luogo così inadatto e di aver causato indirettamente la morte della sua amata.
Il poema influenzò altre opere: Reinhold Glière adattò la storia in un balletto (1950), mentre la Sinfonia n. 10 (1926-1927) di Nikolaj Mjaskovskij venne ispirata dal poema.